# Epimyrma stumperi
Epimyrma stumperi là một loài kiến thuộc họ Formicidae. Đây là loài đặc hữu của Thụy Sĩ.